# Evergreen (Missouri)
Evergreen – wieś w Stanach Zjednoczonych, w stanie Missouri, w hrabstwie Laclede.